# Stefan Schimmer
Stefan Schimmer (Wertingen, 28 aprile 1994) è un calciatore tedesco, attaccante dell'Heidenheim.

## Carriera
Dopo aver giocato nella quarta divisione tedesca con il Memmingen, nel 2017 viene acquistato dall'Unterhaching, dove gioca due stagioni e mezzo nella terza divisione tedesca. Il 6 agosto 2019 si trasferisce all'Heidenheim, formazione militante nella seconda divisione tedesca.

## Statistiche

### Presenze e reti nei club
Statistiche aggiornate al 1º ottobre 2021.
| Stagione            | Squadra             | Campionato          | Campionato | Campionato | Coppe nazionali | Coppe nazionali | Coppe nazionali | Coppe continentali | Coppe continentali | Coppe continentali | Altre coppe | Altre coppe | Altre coppe | Totale | Totale |
| Stagione            | Squadra             | Comp                | Pres       | Reti       | Comp            | Pres            | Reti            | Comp               | Pres               | Reti               | Comp        | Pres        | Reti        | Pres   | Reti   |
| ------------------- | ------------------- | ------------------- | ---------- | ---------- | --------------- | --------------- | --------------- | ------------------ | ------------------ | ------------------ | ----------- | ----------- | ----------- | ------ | ------ |
| 2016-2017           | Memmingen           | RL                  | 34         | 26         |                 | -               | -               |                    | -                  | -                  |             | -           | -           | 34     | 26     |
| 2017-2018           | Unterhaching        | 3L                  | 29         | 4          | CG              | 1               | 0               |                    | -                  | -                  |             | -           | -           | 30     | 4      |
| 2018-2019           | Unterhaching        | 3L                  | 34         | 13         |                 | -               | -               |                    | -                  | -                  |             | -           | -           | 34     | 13     |
| lug.-ago. 2019      | Unterhaching        | 3L                  | 4          | 2          |                 | -               | -               |                    | -                  | -                  |             | -           | -           | 4      | 2      |
| Totale Unterhaching | Totale Unterhaching | Totale Unterhaching | 67         | 19         |                 | 1               | 0               |                    | -                  | -                  |             | -           | -           | 68     | 19     |
| ago. 2019-2020      | Heidenheim          | 2L                  | 22         | 6          | CG              | 2               | 0               |                    | -                  | -                  |             | -           | -           | 24     | 6      |
| 2020-2021           | Heidenheim          | 2L                  | 29         | 2          | CG              | 1               | 0               |                    | -                  | -                  |             | -           | -           | 30     | 2      |
| 2021-2022           | Heidenheim          | 2L                  | 8          | 1          | CG              | 1               | 1               |                    | -                  | -                  |             | -           | -           | 9      | 2      |
| Totale Heidenheim   | Totale Heidenheim   | Totale Heidenheim   | 59         | 9          |                 | 4               | 1               |                    | -                  | -                  |             | -           | -           | 63     | 10     |
| Totale carriera     | Totale carriera     | Totale carriera     | 160        | 54         |                 | 5               | 1               |                    | -                  | -                  |             | -           | -           | 165    | 55     |

## Palmarès

### Club

#### Competizioni nazionali
- Campionato tedesco di seconda divisione: 1

Heidenheim: 2022-2023